# Canthon coeruleicollis
Canthon coeruleicollis är en skalbaggsart som beskrevs av Blanchard 1846. Canthon coeruleicollis ingår i släktet Canthon och familjen bladhorningar. Inga underarter finns listade.